# Ona Meseguer
Ona Meseguer Flaqué, katalanisch Ona Meseguer i Flaqué (* 20. Februar 1988 in Barcelona), ist eine spanische Wasserballspielerin. Sie gewann 2012 eine olympische Silbermedaille. 2013 war sie Weltmeisterin, 2014 Europameisterin.

## Sportliche Karriere
Die 1,67 Meter gro0e Meseguer begann beim Club Natació Sant Feliu. Von 2007 bis 2010 war sie beim Club Esportiu Mediterrani, von 2010 bis 2013 beim Club Natació Sant Andreu und danach bis zum Karriereende 2017 beim Centre Natació Mataró.
Von 2005 bis 2014 spielte Meseguer in der spanischen Nationalmannschaft. Bei der Europameisterschaft 2006 in Belgrad bezwangen die Spanierinnen im Viertelfinale die Griechinnen mit 10:9. Nach Niederlagen gegen die Italienerinnen und die Ungarinnen wurden die Spanierinnen Vierte. 2007 belegten die Spanierinnen den siebten Platz bei der Weltmeisterschaft in Melbourne. 2008 erreichte die spanische Mannschaft mit einem 8:7 über Ungarn das Finale bei der Europameisterschaft in Málaga. Nach der 8:9-Niederlage gegen die Russinnen erhielten die Spanierinnen die Silbermedaille. 2009 folgte der achte Platz bei der Weltmeisterschaft in Rom. Meseguer erzielte im Turnierverlauf sieben Treffer. Bei der Europameisterschaft 2010 in Kroatien unterlagen die Spanierinnen im Viertelfinale den Italienerinnen und belegten am Ende den sechsten Platz. 2011 bei der Weltmeisterschaft in Shanghai verfehlten die Spanierinnen das Viertelfinale und wurden Elfte.
Im Jahr darauf gewannen die Spanierinnen bei den Olympischen Spielen 2012 in London ihre Vorrundengruppe vor dem US-Team, wobei der direkte Vergleich 9:9 endete. Mit Siegen über die Britinnen im Viertelfinale und über die Ungarinnen im Halbfinale erreichte die spanische Mannschaft das Finale gegen das US-Team. Diesmal gewannen die Amerikanerinnen mit 8:5. Ona Meseguer warf im Turnierverlauf vier Tore und ging nur in den beiden Spielen gegen die Vereinigten Staaten leer aus. 2013 trafen bei der Weltmeisterschaft in Barcelona die Spanierinnen und das US-Team bereits im Viertelfinale aufeinander und die Spanierinnen gewannen mit 9:6. Mit einem 13:12-Halbfinalsieg über Ungarn und einem 8:6-Finalsieg gegen Australien gewannen die Spanierinnen den Weltmeistertitel. Ona Meseguer warf drei Tore. 2014 bei der Europameisterschaft in Budapest gewannen die Spanierinnen ihre Vorrundengruppe wegen der besseren Tordifferenz trotz einer Niederlage gegen die Russinnen. Mit Siegen über die Ungarinnen im Halbfinale und die Niederländerinnen im Finale erspielten sich die Spanierinnen den Europameistertitel.